# 덕풍군
덕풍군 이이(德豊君 李恞, 1485년 8월 20일 ~ 1506년 3월 26일)는 조선 중기의 왕족으로, 세조의 손자 월산대군 이정(月山大君 李婷)의 서자였다. 성종의 서자인 계성군 이순의 양자로 간 계림군 이유의 생부이며, 윤임은 그의 처남이고 장경왕후는 그의 처제가 된다. 인종은 처조카이며 부계로는 5촌 조카가 된다. 시호는 소도(昭悼)이다.
둘째아들 계림군 이유는 성종의 다섯번째 서자이며 숙의 하씨 소생인 계성군 순(桂城君 恂)의 양자가 되었다가, 1545년(명종 즉위) 을사사화에 연루되었다. 계림군의 생부라는 이유로 금부도사가 그의 묘소 석물을 훼철하려다가 기상이변이 벌어졌다는 전설이 전한다.
류인숙(柳仁淑)과도 겹사돈이 되었는데, 손자 영천수 이심(靈川守 李諶)의 첫 부인은 신부인 배천조씨로 우(隅)의 딸이고 그의 둘째부인이 진주류씨 인숙(仁淑)의 딸이다. 류인숙의 아들 류희민(柳希閔)은 그의 아들이자 영천수의 아버지인 전성부정 이이의 딸과 결혼하였다.

## 생애
1485년 8월 20일에 태어났으며 조선 세조 유의 증손으로, 덕종에 추존된 의경세자 장의 서손자이다. 월산대군 이정의 서자로 태어났고 생모는 부호군 김량신(金良信)의 딸 원주 김씨이다. 형제가 1명 있었다 하나 행적이 기록에 나타나지 않는다. 성종은 그의 숙부가 되고 중종은 친사촌 동생이면서, 후에 그의 처제 장경왕후와 결혼하여 동서간이 된다. 장경왕후의 형부이므로, 인종은 처조카이며 부계로는 5촌 조카가 된다.
왕조실록 기록에 그의 초기 생애나 유년기에 대한 기록이 등장하지 않는다.
1497년(연산군 3) 승평부대부인이 연산군에게 남편의 첩자인 이이의 결혼을 자신의 동복 친정남동생인 경상도 절도사(慶尙道節度使) 박원종(朴元宗)이 주관하게 해달라고 연산군에게 청하였다. 그는 윤여필의 딸 파평현부인 윤씨(坡平縣夫人 尹氏)와 혼인하였다. 이때 파평현부인 윤씨가 시집올 때 데리고 온 노비들 중 여자 노비 종이(終伊)는 덕풍군이 죽자, 처남인 윤임이 첩으로 삼았다.
최종 품계는 승헌에 이르렀고, 1506년(연산군 12) 3월 26일에 죽었는데, 사망 원인은 불분명하다. 사후 경기도 고양군 원당면 신원1리(현, 고양시 덕양구 신원동) 견달산(見達山) 아버지 월산대군의 묘소 아래 임좌(壬坐) 방향에 매장되었다. 그의 부인 파평현부인의 묘는 그의 묘 뒤편에 매장되었다. 근처 신원1리 물구리부락과, 조관동 부락에는 그의 후손들이 집성촌을 이루고 모여살았었다.
사후 소도(昭悼)의 시호가 추증되었다.

### 사후
둘째 아들 계림군 이유는 성종의 서자이자 서4촌동생 계성군 순의 양자로 입양되었다. 그러나 1545년(명종 즉위) 윤원형 등이 그의 처남인 윤임이 인종이 승하할 때 경원대군의 추대를 원치 않아서, 성종의 양손자인 계림군(桂林君)을 왕으로 옹립하려 한다는 무고로 을사사화(乙巳士禍)가 발생하자, 계림군은 도망가 안변군 황룡산(黃龍山) 속 이웅(李雄)의 집에 숨었다. 그러나 1545년 9월 28일 토산현감(兎山縣監) 이감남(李坎男)에게 체포되어 한성부로 끌려와 국문당고 왕위 찬탈의 모함을 뒤집어 쓰고 동년 10월 15일 오전 7시에 효수형을 당했다.
계림군이 반역죄로 처형당하자 그는 그는 계림군의 생부라 하여 금부도사가 명을 받들어 그의 묘로 가서 묘 앞의 신도비를 장검으로 내리쳤다. 이 때 비석의 이수부분 용머리에서 선혈이 용솟음치고 맑은 하늘이 갑자기 흐려져서 폭풍우와 함께 천둥이 치고 번개가 관리들을 엄습하였다 한다. 이에 놀라서 혼비백산한 관리들은 몸둘 바를 모르고 허둥대다가 부근에 있는 중종(中宗)의 부마이자 효혜공주의 남편 연성위 김희(延城尉 金禧)의 묘갈(墓碣)를 다시 치자 홀연히 하늘이 맑아지고 비바람과 천둥이 멎었으며 이수에서 흐르던 피가 비석에 스며들었다 한다. 이 피자욱은 그 후 비바람에도 날라가거나 씻기지 않아 지금도 그 흔적이 그대로 남아 있으며, 칼로 내리친 부분은 그대로 깍여져 남아 있다 한다.

## 가족 관계
- 증조부 : 제7대 세조대왕(世祖大王, 1417~1468, 재위 1455~1468)
- 증조모 : 정희왕후 파평 윤씨(貞熹王后 坡平 尹氏, 1418~1483)
- 조부 : 의경세자(1438~1457)
- 조모 : 소혜왕후 청주 한씨(昭惠王后 淸州 韓氏, 1437~1504)
  - 고모 : 명숙공주(明淑公主, 1455~1482)
  - 삼촌 : 제9대 성종대왕(成宗大王, 1457~1494, 재위 1469~1495)
    - 사촌 형 : 제10대 연산군(燕山君, 1476~1506, 재위 1494~1506)
    - 사촌 동생이자 동서 : 제11대 중종대왕(中宗大王, 1488~1544, 재위 1506~1544)
    - 사촌 제수이면서 처제 : 장경왕후 윤씨(章敬王后 尹氏,, 1491년 8월 10일(음력 7월 6일) ~ 1515년 3월 16일(음력 3월 2일))
- 아버지 : 월산대군 이정(月山大君 李婷, 1455년 1월 5일(음력 1454년 12월 18일) ~ 1489년 1월 22일(음력 1488년 12월 21일))
- 어머니(적모) : 승평부대부인 순천 박씨(昇平府大夫人 順天 朴氏, 1455년 - 1506년 7월 20일)
- 어머니(생모) : 부부인 원주 김씨(府夫人 原州 金氏, 생몰년 미상)
- 부인 : 파평현부인 파평 윤씨(坡平縣夫人 坡平 尹氏, 생년 미상[2]~1536년 1월 16일)
  - 아들 : 파림군 이주(坡林君 李珘, 1500~1541)
  - 아들 : 계림군 이유(桂林君 李瑠, 1502~1545)[3]
  - 아들 : 전성부정 이리(全城副正 李璃, 1506년 12월 5일 ~ 1545년 7월 7일)

- 장인 : 윤여필(尹汝弼, 1466년 ~ 1555년)
  - 처남 : 윤임(尹任, 1487년 ~ 1545년 8월 30일)
  - 처제이자 사촌제수 : 장경왕후

## 같이 보기
- 월산대군
- 윤임
- 계림군
- 승평부대부인
- 박원종